# Metylophorus nebulosus
Metylophorus nebulosus là một loài thuộc Psycoptera thuộc họ Mesopsocidae. Chúng có thể được tìm thấy ở Anh và Ai Len. Chúng cũng có thể tìm thấy ở Albania, Áo, Bỉ, Bulgaria, Croatia, Đan Mạch, Phần Lan, Pháp, Đức, Hy Lạp, Hungary, Ý, Latvia, Luxembourg, Na Uy, Ba Lan, Bồ Đào Nha, Romania, Tây Ban Nha, Thụy Điển, Thụy Sĩ và Nước Hà Lan. Các loài này có màu đen hoặc nâu.
Chúng có một cái cánh đặc biệt (thường dài khoảng 6 mm). Cánh đầu của con đực và con cái là không giống nhau. Cái cánh của con cái có màu nâu trung bình với các mảng màu không màu và các vùng màu nâu đậm hơn; phần hông của con đực hầu như đều màu nâu trung bình. Chúng có thể được tìm thấy trên nhiều loại cây và bụi.
Khoảng thời gian thường xuất hiện của loài này là vào mùa hè và mùa thu sớm. Loài này có mặt rộng rãi và phổ biến ở nước Anh. Tình trạng xuất hiện của chúng ở Leicestershire và Rutland không được biết.

## Môi trường sống
Các loài thức ăn trên gỗ sồi, bạch dương, chim anh đào, chổi, hạc, cây phong, cây sồi, thông, vân sam và thủy tùng.  Một số con trong loài này cũng thích ăn táo. 